# Mohammad Bazlul Huda
Mohammad Bazlul Huda était un officier de l'armée bangladaise qui a été reconnu coupable de l'assassinat du Sheikh Mujibur Rahman, président du Bangladesh. 

## Carrière
En 1973, le capitaine Huda est affecté au 1erRégiment d'artillerie de campagne du canton de Comilla avec le major Shariful Haque Dalim. Dalim s'était bagarré avec les fils du leader de la Ligue Awami Gazi Golam Mostafa. Plus tard, des officiers et des soldats ont attaqué la résidence de Mostofa. Les officiers, y compris Dalim, ont perdu leurs commissions dans l'armée bangladaise à cause de l'indiscipline peu après.
Huda a rencontré d'autres conspirateurs pour finaliser les plans le 14 août 1975. Le 15 août 1975, Huda faisait partie des troupes mutines qui ont attaqué le domicile du Président Sheikh Mujibur Rahman. Huda et le major S.H.M.M.B Noor Chowdhury avaient abattu Sheikh Mujib alors qu'il descendait les escaliers. Le major Syed Faruque Rahman a promu le capitaine Huda au grade de major au domicile du cheikh Mujib après que celui-ci et ses membres ont été tués,. Les assassins ont été protégés par le gouvernement de Khondaker Mostaq Ahmad qui a ensuite pris le pouvoir, par le biais de l'ordonnance de 1975 sur l'immunité.
En août 1989, Huda avait ordonné au Parti de la liberté du Bangladesh, le parti fondé par les officiers mutins, d'attaquer la résidence du président lorsque Sheikh Hasina y séjournait. Le 11 février 1990, un rassemblement de la Ligue Awami du Bangladesh a été attaqué par des militants du Parti de la liberté qui ont tué un membre de la Ligue. Huda a été arrêté alors qu'il fuyait sur place.

## Jugement
Le 2 octobre 1996, la AFM Mohitul Islam a déposé une plainte pour le meurtre du sheikh Mujib et de la plupart des membres de sa famille en 1975. Le 8 novembre 1998, le tribunal de Dhaka avait condamné à mort Huda et quatorze coaccusés. Les condamnés ont interjeté appel devant la Haute Cour du Bangladesh qui Cour a rendu un verdict partagé, un juge confirmant la peine de mort des quinze accusés, tandis qu'un autre juge l'a confirmée pour dix d'entre eux le 14 décembre 2000. Un troisième juge n'a confirmé que la peine de douze des accusés. Le 19 novembre 2009, la Cour suprême du Bangladesh a confirmé la condamnation à mort de douze des accusés. En 1996, Huda a été arrêté à Bangkok, en Thaïlande, pour vol à l'étalage et a reçu l'ordre d'être déporté au Bangladesh. Il s'est déclaré apatride et a demandé l'asile au Haut Commissariat des Nations Unies pour les réfugiés.

## Mort
Le 28 janvier 2010, Huda a été exécuté à la prison centrale de Dhaka avec quatre autres complices,.